# Josef Lang (Filmproduzent)
Josef Lang (* 27. März 1879 in Littau; † 13. Mai 1946 in Zürich; heimatberechtigt in Neudorf) war ein Schweizer Filmverleiher und -produzent.

## Leben
Nach der Schule in Luzern absolvierte Josef Lang eine kaufmännische Ausbildung. Er eröffnete 1908 das Kino Elektrische Lichtbühne (später Zentral-Theater) in Zürich. Fünf Jahre später gründete er mit Monopol-Film-Vertrieb den zweitältesten Filmverleih der Schweiz. Der lukrative Erwerb der Aufführungsrechte italienischer Monumentalfilme erlaubte ihm 1916 unter dem Namen «Iris-Films» den Einstieg in die Filmproduktion. Er stand hinter dem ersten schweizerischen Werbespielfilm und den Filmen von Charles Decroix (unter anderem der Iris-Lustspiel-Serie). Die grössten Verdienste um das einheimische Filmgewerbe erwarb sich Lang 1915 als Gründungsmitglied des Schweizerischen Lichtspieltheaterverbands. Bis 1931 vertrat er als Sekretär dessen Interessen gegenüber den Behörden.